# ラウル・ドーフレスヌ・ドゥ・ラ・シュヴァルリー
ラウル・ドーフレスヌ・ドゥ・ラ・シュヴァルリー（Raoul Daufresne de la Chevalerie、1881年3月17日 - 1967年11月25日）は、ベルギー・ブルッヘ出身のスポーツ選手。1903年から1907年まではベルギーのサッカークラブ、サークル・ブルッヘのサッカー選手としてプレーしており、最後の2年の間はレオン・デ・メーステルの後を継いで理事長も務めた。しかしその後はライバルチームのクラブ・ブルッヘと移籍し、そこでもクラブの取締役を務めた。
彼はサッカー選手としてだけでなく、馬術選手、テニス選手、フィールドホッケー選手としても活躍していた。1920年アントワープオリンピックではベルギーのサッカー代表の監督を務め金メダルを獲得した傍らに、ホッケー選手やテニス選手として競技に出場しており特にホッケーでは銅メダルを獲得している。
また、第二次世界大戦中にはイギリスにおいてベルギー陸軍の指揮官（中将）を務めていた。